# Erwin Faber
Pour les articles homonymes, voir Faber.
Erwin Faber, né le 21 juillet 1891 à Innsbruck (Autriche-Hongrie) et mort le 4 mai 1989 à Munich (Allemagne), est un acteur autrichien.

## Biographie
Erwin Faber naît à Innsbruck, alors en Autriche-Hongrie. Il restera en Allemagne pendant le Troisième Reich et deviendra un acteur de premier plan en République fédérale d'Allemagne.
Erwin Faber obtient son premier engagement en 1916 au Münchner Kammerspiele. En 1921, il s'installe au Staatstheater où il est Hamlet en 1922 et le Diable dans Scherz, Satire, Ironie und tiefere Bedeutung  (de).
En plus de jouer dans des dizaines de drames et de films en Allemagne, travaillant avec les plus grands réalisateurs de l'Allemagne d'après-guerre, tels que Max Reinhardt, Otto Falckenberg et Erich Engel, Faber est également choisi par Bertolt Brecht pour jouer les rôles principaux dans les trois premières pièces de théâtre de Brecht à Munich, en commençant par Tambours dans la nuit (Trommeln in der Nacht) à Munich, au théâtre d'avant-garde le Kammerspiele en septembre 1922, suivi de Dans la jungle des villes (Im Dickicht der Städte) au Residenz Theatre de Munich en mai 1923, et La Vie d'Édouard II d'Angleterre (Leben Eduards des Zweiten von England) mis en scène par Brecht lui-même dans ses débuts de metteur en scène et mettant en vedette Oskar Homolka, en mars 1924.
Erwin Faber joue également le rôle principal dans un film écrit par Brecht en 1923, Mysterien eines Frisiersalons, avec les principaux acteurs comiques et dramatiques de l'Allemagne de l'époque : Karl Valentin, Liesl Karlstadt, Blandine Ebinger, Max Schreck et Carola Neher. Le film improvisé de 16 minutes est désormais considéré comme l'un des cent films les plus importants de l'histoire du cinéma allemand,,.
Erwin Faber est également choisi par Ingmar Bergman pour son film De la vie des marionnettes en 1980.
Erwin Faber meurt à Munich en 1989, deux mois seulement après sa dernière représentation au Residenz Theatre, à l'âge de 97 ans. Il est inhumé au Waldfriedhof, à côté de sa femme.

## Filmographie partielle

### Au cinéma
- 1923 : Mysterien eines Frisiersalons : Professeur Moras[3]
- 1927 : Au bout du monde : l'étranger
- 1929 : Terre sans femmes : Jim Sleigh, chercheur d'or
- 1931 : M le maudit
- 1957 : Der Edelweißkönig :
- 1960 : Le Trac (Lampenfieber) de Kurt Hoffmann : lui-même
- 1974 : Karl May : Napoléon Krugel

### À la télévision
- 1966 : Woyzeck, téléfilm de Rudolf Noelte.

## Littérature
- C. Bernd Sucher (Hrsg.), Theaterlexikon. Autoren, Regisseure, Schauspieler, Dramaturgen, Bühnenbildner, Kritiker, Von Christine Dössel und Marietta Piekenbrock unter Mitwirkung von Jean-Claude Kuner und C. Bernd Sucher, 2. Auflage, Deutscher Taschenbuch-Verlag, München, 1999,  (ISBN 3-423-03322-3), p. 170.